# La Brebis égarée
Pour les articles homonymes, voir The Spoilers.
Pour plus de détails, voir Fiche technique et Distribution.
La Brebis égarée (The Spoilers) est un film muet américain de Lambert Hillyer, sorti en 1923.

## Synopsis
Inconnu.

## Fiche technique
- Titre original : The Spoilers
- Titre français : La Brebis égarée
- Réalisation : Lambert Hillyer
- Scénario : Rex Beach, Elliott J. Clawson, Hope Loring, James MacArthur, Fred Myton
- Producteur : Jesse D. Hampton
- Directeurs de la photographie : John Stumar, Dwight Warren
- Durée : 80 minutes
- Pays de production : États-Unis
- Couleur : Noir et Blanc
- Format : 1,33 : 1
- Son : muet
- Société de production : Jesse D. Hampton Productions
- Date de sortie :
  - États-Unis : 5 août 1923

## Distribution
- Milton Sills : Roy Glennister
- Anna Q. Nilsson : Cherry Malotte
- Barbara Bedford : Helen Chester
- Robert Edeson : Joe Dextry
- Ford Sterling : 'Slapjack' Simms
- Wallace MacDonald : Broncho Kid
- Noah Beery : Alex McNamara
- Mitchell Lewis : Marshal Voorhees
- John Elliott : Bill Wheaton
- Robert McKim : Struve
- Tom McGuire : Capitaine Stevens
- Kate Price : La patronne
- Rockliffe Fellowes : Matthews
- Gordon Russell : Burke
- Louise Fazenda : Tilly Nelson
- Sam De Grasse : Juge Stillman
- Albert Roscoe : Mexico Mullins
- Jack Curtis : Bill Nolan